# Андрієс Ансверіньш
Андрієс Ансверіньш (англ. Andris Ansverins; 10 жовтня 1944, Рига) — радянський хокеїст, нападник. Джерела подають різні варіанти написання його імені: Андрес і Андріс.

## Спортивна кар'єра
1963 року ввійшов до складу новоствореної команди «Динамо» (Київ). Але підтверджений статистикою дебют відбувся лише в другому сезоні. У складі українського клубу зіграв в елітному дивізіоні і повернувся до Риги. Найрезультативніший гравець латвійського колективу в першості 1967/1968 — 17 закинутих шайб. По одному сезону захищав кольори клубів «Торпедо» (Мінськ) і РВР (Рига).

## Статистика
| Сезон   | Клуб               | Ліга | І  | Г  | П | О  | ШХ |
| ------- | ------------------ | ---- | -- | -- | - | -- | -- |
| 1964-65 | «Динамо» (Київ)    | Д-2  | 31 | 7  | 5 | 12 | 10 |
| 1965-66 | «Динамо» (Київ)    | Д-1  | 22 | 3  | 1 | 4  | 9  |
| 1966-67 | «Даугава» (Рига)   | Д-2  | 44 | 11 | 2 | 13 | 36 |
| 1967-68 | «Динамо» (Рига)    | Д-2  | 34 | 17 | 4 | 21 | 26 |
| 1968-69 | «Динамо» (Рига)    | Д-3  | 7  | 2  |   |    |    |
| 1969-70 | «Торпедо» (Мінськ) | Д-2  |    | 5  |   |    |    |
| 1970-71 | РВР (Рига)         | Д-4  |    |    |   |    |    |